# Plicopurpura
Plicopurpura là một chi ốc biển, là động vật thân mềm chân bụng sống ở biển thuộc họ Muricidae, họ ốc gai.

## Các loài
Các loài thuộc chi Plicopurpura bao gồm:
- Plicopurpura columellaris (Lamarck, 1816)[2]
- Plicopurpura eudeli (Sowerby, 1903)[3]
- Plicopurpura pansa (Gould, 1853)[4]
- Plicopurpura patula (Linnaeus, 1758)[5]